# 丁家园站
丁家园站是一个京哈线上的铁路车站，位于吉林省德惠市菜园子乡，建于1942年，目前为四等站，邮政编码为130311。目前客运：办理旅客乘降；行李、包裹托运；货运：办理整车货物发到。